# Coochee
Coochee, coochie o coochi es un término que se usa a menudo como un eufemismo o argot para una vagina. También se ha utilizado como descriptor de jerga en relación con una danza del vientre y tipos de movimiento relacionados.

## En danza y usos relacionados
El término es un descriptor de la jerga que se usa a menudo en relación con una danza del vientre o un contoneo, como en «danza Coochie Coochie», «Hoochee-Coochee» y el dicho «coochie coochie coo» cuando se hace cosquillas a un bebé. También se usa como jerga sexualmente sugerente en el sur de los Estados Unidos, refiriéndose a la vagina.
Es probable que el término del argot 'coochie', popular en los Estados Unidos, se derive de la palabra alemana 'Kuchen', que significa 'una tarta o pastel'.
Puede remontarse a una canción interpretada en la Feria Mundial de Chicago de 1893 por un bailarín llamado Little Egypt, que fue filmado en 1896 por Thomas Edison para el cortometraje Coochee Coochee Dance. La canción fue creada por Sol Bloom.
Una explicación de la etimología la atribuye a la palabra francesa coucher, que significa acostarse.
Otra posible raíz es la chocha española de América Central y el Caribe, también un término de argot para la vulva, posiblemente derivado de la panocha mexicana, otro término de argot para la vulva, en una transferencia metafórica de los conos de azúcar morena vendidos en los mercados mexicanos.
Después de que el baile sexualmente provocativo se volvió tremendamente popular durante y después de la Feria Mundial, el término "hoochie coochie man" pasó a referirse a alguien que miraba a los artistas o dirigía el espectáculo. Alternativamente, del significado directamente sexual de «hoochie coochie», el término se refería a alguien que disfrutaba mucho de las relaciones sexuales. El baile erótico fue popular en las cabinas de cine y fue un precursor del estriptis.

## En música
Se han grabado varias canciones folclóricas y populares, incluyendo el término, el cual es usado en una canción folclórica de Alabama, «Coochi Coochi Coo» de Ella Fitzgerald, la canción «Coochie Coo» y "Pop That Coochie» de 2 Live Crew.

## En literatura
En la obra de 1996 Los monólogos de la vagina, "coochi", como en "my coochi snorcher", es uno de los términos del argot para la vagina. La forma "coochi" se deriva del "coochie" más común de principios de la década de 1990.